# Schwere Panzerjäger-Abteilung 653
De schwere Panzerjäger-Abteilung 653 was tijdens de Tweede Wereldoorlog een Duitse Panzerjäger-eenheid van de Wehrmacht ter grootte van een afdeling, uitgerust met gemechaniseerd geschut. Deze eenheid was een zogenaamde Heerestruppe, d.w.z. niet direct toegewezen aan een divisie, maar ressorterend onder een hoger commando, zoals een legerkorps of leger. Deze Panzerjäger-eenheid was een van de twee Wehrmachteenheden die met de Ferdinand waren uitgerust en ook een van de twee eenheden die met de Jagdtiger waren uitgerust.
Deze Abteilung kwam in eerste instantie in actie met de Ferdinand aan het oostfront in 1943/44 en werd vervolgens teruggehaald naar de Heimat. Vanuit daar ging een compagnie naar Italië voor een half jaar en de andere twee compagnieën gingen terug naar het oostfront. Na weer teruggehaald te zijn, werd de Abteilung uitgerust met Jagdtigers en ingezet aan het westfront in 1945. De Abteilung beëindigde de oorlog in Oostenrijk.

## Krijgsgeschiedenis
De Abteilung werd opgericht op 1 april 1943 door omdopen van de schwere Sturmgeschütz-Abteilung 197 in Bruck an der Leitha.

## Panzerjäger Tiger (P) “Ferdinand”

### Oprichting
De Abteilung verkreeg zijn 45 stuks Panzerjäger Tiger (P) “Ferdinand” gedurende mei 1943 en trainde op oefenterrein Bruck. De Abteilung beschikte over drie compagnieën.

### Inzet in 1943

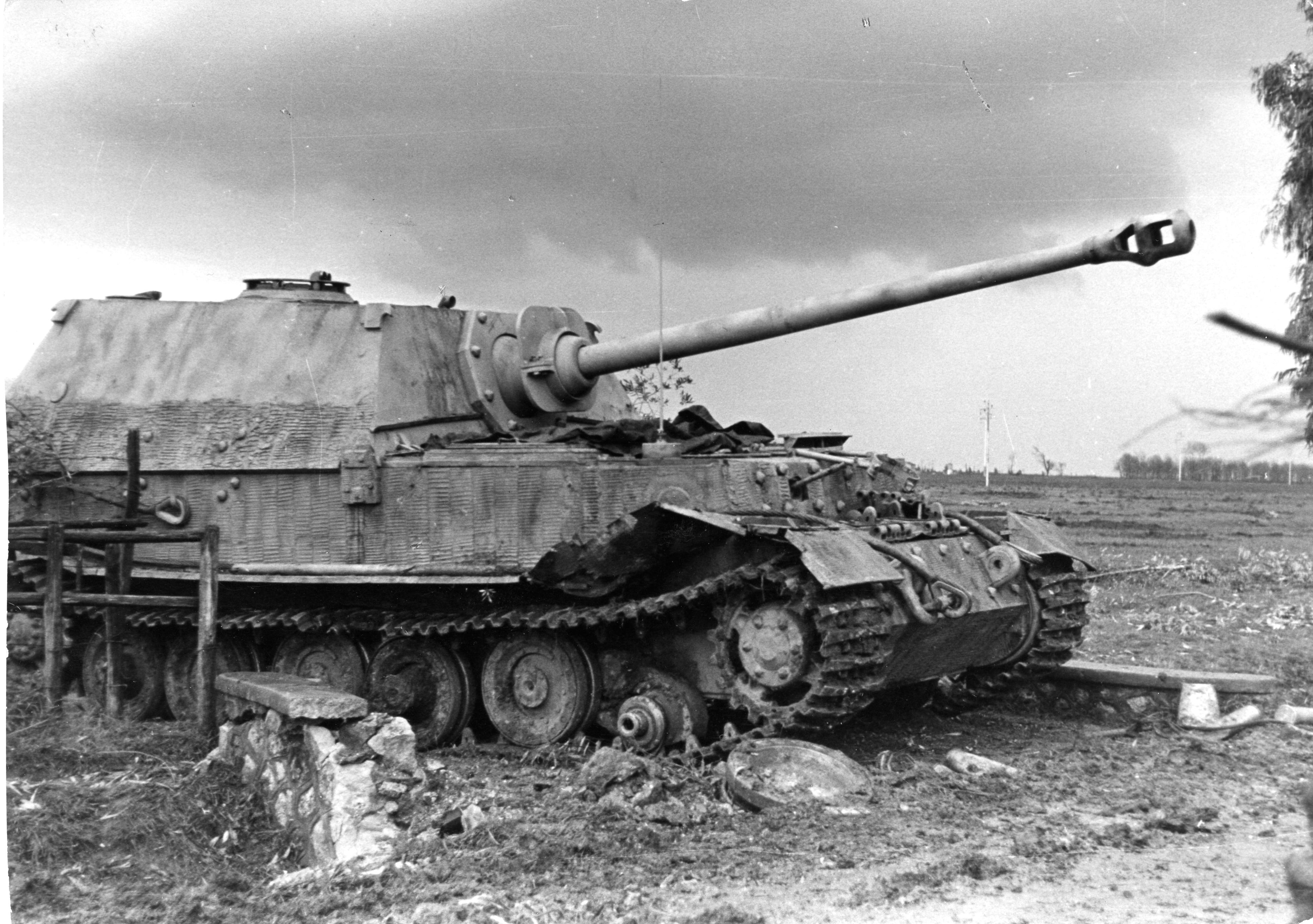
Beschadigde Jagdpanzer Ferdinand in Italië

Op 8 juni 1943 kwam de Abteilung onder bevel van het nieuwe Schweres Panzerjäger-Regiment 656 (tezamen met de schwere Panzerjäger-Abteilung 654 en de Sturmpanzer-Abteilung 216). De Abteilung werd nu I./sPzJg Abt 656 genoemd. De Abteilung kwam vanuit Pandorf in Oostenrijk en werd tussen 9 en 12 juni verladen en werd ontladen zuidelijk van Orel. Tegen eind juni waren de eenheden in hun verzamelgebieden aangekomen. Het regiment werd voor Operatie Citadel toegewezen aan het 41e Pantserkorps. Op 5 juli 1943 begon de Duitse aanval en de Abteilung kwam tot noordoostelijk van Ponyri. Op de volgende dag werd weinig terreinwinst geboekt, aangezien de infanterie wegens hevig artillerievuur niet kon volgen. Wel vernietigden de Ferdinands vele Sovjet tanks. Op 9 juli was er nog een stevige aanval door het regiment, maar daarna was het offensief eigenlijk voorbij: vastgelopen. In de daaropvolgende dagen fungeerde het regiment als reserve tegen aanvallende Sovjet tanks. Zo lukte het de Abteilung tussen 5 en 17 juli totaal 320 tanks te vernietigen, maar verloor zelf 13 Ferdinands. Intussen hadden Sovjet troepen een groot offensief gelanceerd in de Orel-frontboog (Operatie Kutuzov) en de Duitsers begonnen al troepen te onttrekken om deze operatie het hoofd te bieden. Ook het regiment werd hier op 20 juli heen gestuurd. Zware gevechten volgden nu gedurende een maand, en de terugtrekking langzaam uit de Orel-frontboog. Op 6 augustus werden de resterende 19 Ferdinands van de sPzJg Abt 654 overgedragen aan de sPzJg Abt 653.  De rest van het regiment ging eind augustus op transport naar Dnjepropetrovsk.
Op 1 september kregen de Abteilung weer zijn originele benaming terug.

Op 11 september werd een gemengde Kampfgruppe samengesteld uit 12 Ferdinands en 13 Sturmpanzer en die ging naar Synelnykove en Pavlograd om daar een Sovjet-aanval op te vangen. Maar er was weinig gevechtscontact. Op 19 september kwam het bevel om te verplaatsen naar het bruggenhoofd van Zaporizja. Hier werd steun verleend aan het 40e Pantserkorps, dat met zes divisies het bruggenhoofd probeerde te houden tegen aanvallen van de Sovjets van 1 tot 15 oktober 1943. Het regiment werd telkens in kleine groepen verdeeld, gebruikt om de infanteriedivisies te steunen. Het grootste succes was het afweren van een Sovjet tankaanval op 10 oktober: 48 vernietigde tanks werden gerapporteerd. Op 13 oktober reden de Ferdinands terug over de grote dam naar de westoever. Nu volgde een disruptieve periode voor de Abteilung. Het werd verdeeld over drie legerkorpsen: zes Ferdinands gingen naar het 57e Pantserkorps als steun voor de 11e Pantserdivisie ter verdediging van Kryvy Rih, vier gingen er naar het 30e Legerkorps en drie naar het 17e Legerkorps. Vele harde gevechten volgden in deze tijd.
Vanaf 13 november verzamelde de Abteilung zich in het bruggenhoofd van Nikopol. Vanaf 20 november vielen de Sovjets aan. Bij acties bij Miropol vernietigde de Abteilung (met slechts 3 Ferdinands in actie) 54 Sovjet tanks, waarvan alleen al 21 stuks op 25 november door de Ferdinand van Leutnant Franz Kretschmer (hij kreeg hiervoor het Ridderkruis). Voor deze actie werd het regiment vermeld in het Wehrmachtbericht van 28 november 1943. Intussen was de operationele toestand van het regiment desastreus. Op 29 november had de Abteilung slechts 4 Ferdinands operationeel. Maar er waren 38 (8 kort en 30 langdurig) Ferdinands in reparatie. De hardwerkende mannen van het onderhoudsbataljon kregen de broodnodige grote reparaties eenvoudigweg niet meer voor elkaar.
Onderstaande tabel geeft de toestand van de Ferdinands op enkele datums precies aan:
| Datum             | Operationeel | In reparatie | Totaal |
| ----------------- | ------------ | ------------ | ------ |
| 30 juni 1943      | 41           | 3            | 44     |
| 31 juli 1943      | 13           | 18           | 31     |
| 20 augustus 1943  | 12           | 38           | 50     |
| 1 september 1943  | 10           | 40           | 50     |
| 30 september 1943 | 20           | 29           | 49     |
| 15 oktober 1943   | 15           | 33           | 48     |
| 31 oktober 1943   | 10           | 38           | 48     |
| 1 november 1943   | 9            | 39           | 48     |
| 20 november 1943  | 4            | 38           | 42     |
| 30 november 1943  | 7            | 35           | 42     |

Besloten werd om het regiment terug te trekken en fabrieksreparaties uit te gaan voeren. Tussen 16 december 1943 en 10 januari 1944 werd het regiment met 21 treinen vervoerd naar Oostenrijk, naar de fabriek “Nibelungenwerk” in Sankt Valentin. Schweres Panzerjäger-Regiment 656 werd ontbonden op 16 december 1943 bij Nikopol. De schwere Panzerjäger Abteilung 653 en de Sturmpanzer Abteilung 216 gingen elk zelfstandig verder.

### Inzet in 1944

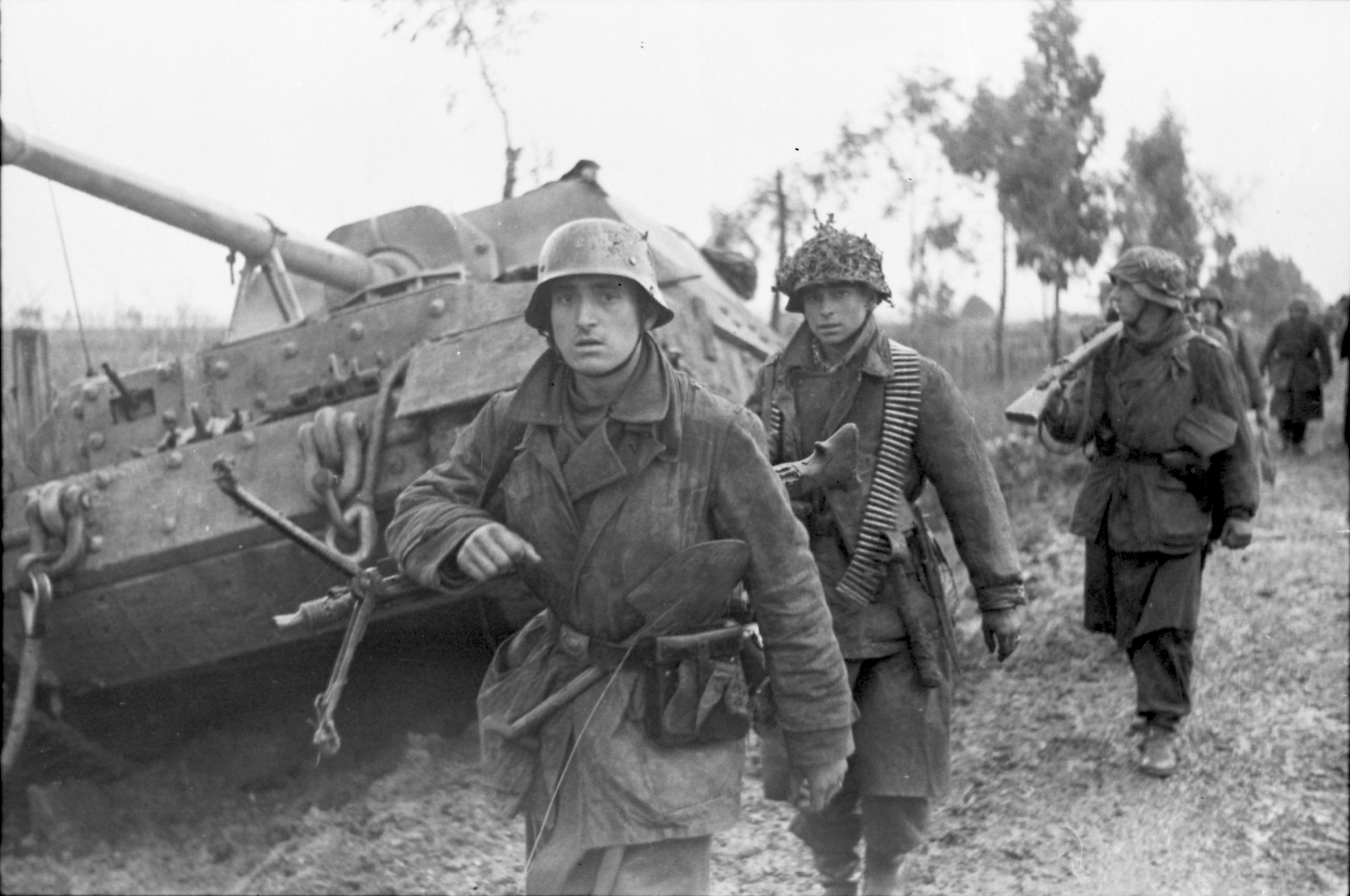
Jagdpanzer Ferdinand bij Nettuno

Een week nadat de geallieerden op 22 januari 1944 hun Landing bij Anzio uitgevoerd hadden, kreeg de Abteilung opdracht om de 1e Compagnie (1./653) naar het bruggenhoofd te sturen. Het lukte om 11 Ferdinands te verzamelen en die arriveerden op 24 februari 1944 en werden toegevoegd aan de schwere Panzer-Abteilung 508. Gezamenlijk werd geprobeerd het bruggenhoofd in te drukken, maar dat mislukte en twee Ferdinands gingen verloren. De compagnie werd nu verder in reserve gehouden tot medio mei 1944. Intussen was de officiële naam van het gevechtsvoertuig veranderd in Elefant. Intussen braken de geallieerden uit het bruggenhoofd en de compagnie moest terugtrekken en verloor voortdurend Elefanten, zodat er op 23 juni nog maar twee operationeel waren. De terugtrekking eindigde op 2 augustus in Piadena, waar de laatste drie Elefanten op de trein gezet werden, naar Wenen. De manschappen gingen naar Oefenterrein Milau.
Intussen waren tegen 31 maart zo’n 30 Ferdinands gerepareerd. Drie dagen later gingen de 2e en 3e Compagnie op transport naar het oostfront. Inzetgebied was van 8 tot 18 april 1944 het gebied Tarnopol, toegevoegd aan de 9. SS-Panzer-Division Hohenstaufen, om te proberen deze door de Sovjets omsingelde stad te ontzetten. De ontzettingspoging kwam echter maar halverwege en slechts 55 Duitsers konden ontsnappen. Nu brak een bijna drie maanden durende rustige periode aan. Op 1 juli 1944 beschikte de Abteilung over 34 Elefanten (de dag ervoor waren nog vier stuks aangekomen. Op 13 juli barstte het Sovjet Lvov–Sandomierz Offensief los en de Abteilung moest mee in de terugtocht, richting Lemberg. Tegen eind juli had de Abteilung 19 Elefanten verloren, plus de twee bergings-Elefanten en de experimentele Tiger VK 4501. En op 1 augustus was er geen enkele Elefant nog operationeel (12 stuks in reparatie). De eenheid werd nu teruggetrokken van het front naar Krakau. De meeste manschappen gingen naar Wenen en Oefenterrein Döllersheim. De resterende Elefanten werden samengepakt in 2./653 en bleven vanaf 19 september 1944 bij het 17e Leger en vanaf 15 oktober bij het 48e Pantserkorps van het 4e Pantserleger. Op 15 december 1944 werd 2./653 omgedoopt in schwere Panzerjäger-Kompanie 614 en maakte dus geen deel meer uit van sPzJg Abt 653.

## Jagdpanzer VI Jagdtiger

### Training
Op 9 september 1944 begonnen de 1e en 3e Compagnie aan training op hun nieuwe Jagdtigers op Oefenterrein Fallingbostel, gingen later naar Oostenrijk terug en op 1 november naar Oefenterrein Döllersheim. Intussen vormde in oktober de 7. Panzerjäger-Ersatz- und Ausbildungs-Abteilung het kader voor een nieuwe 2./653.

### Inzet 1945

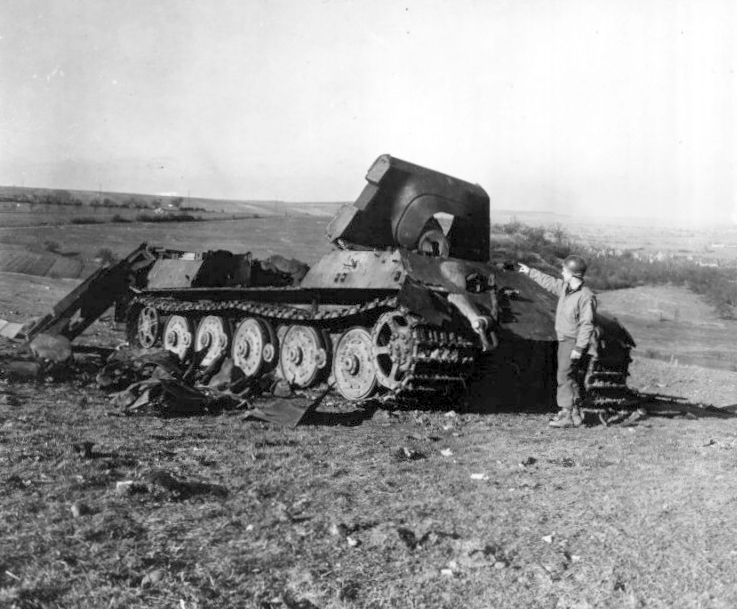
De door een bazooka vernietigde Jagdtiger bij Rimling

De 1./653 vertrok op 7 december per trein om deel te gaan nemen aan de Ardennenoffensief. Door allerlei transportproblemen kwamen deze echter nooit aan ennamen dus nooit deel aan het offensief. In plaats daarvan kreeg de Abteilung bevel deel te gaan uitmaken van Operatie Nordwind. De meeste Jagdtigers waren nog ergens in het Moezel-gebied en slechts twee stuks waren meteen in staat in actie te komen. Deze waren van 3./653 en ondersteunden de 17. SS-Panzergrenadier-Division Götz von Berlichingen bij het XIII SS Korps vanaf 31 december 1944. Vier Jagdtigers van 1./653 sloten zich op 4 januari 1945 aan. Een Jagdtiger ging verloren bij Rimling door een Amerikaanse bazooka. Vanaf 10 januari 1945 werden ook Jagdtigers toegevoegd aan het 39e Pantserkorps voor de aanvallen richting Haguenau. De Abteilung bleef heel erg verspreid. Op 22 januari 1945 waren er vijf Jagdtigers bij het 39e Pantserkorps, acht stuks bij Bühl, vijf in transport vanaf Saarpfalz, vier bij Zweibrücken en tien in het Moezel-Rijn gebied. Op 23 januari werden vier Jagdtigers van het 39e Pantserkorps naar Bühl getransporteerd en voegden zich bij de daar al aanwezige acht van 1./653 en 2./653 (2.653 was eindelijk op deze dag ook aan het front aangekomen). Op 25 januari werden de Jagdtigers per veerboot over de Rijn gezet, kwamen in actie rond Offendorf en gingen vier dagen later weer terug over de Rijn. Op 5 februari gingen ze op treintransport naar Landau in der Pfalz. In dit gebied kwam de Abteilung in februari voor de allereerste keer compleet samen, beschikkend over 41 Jagdtigers.
| Jagdpanzer VI Jagdtiger | 4 januari | 5 februari | 4 maart | 30 maart | 3 april | 14 april | 26 april |
| ----------------------- | --------- | ---------- | ------- | -------- | ------- | -------- | -------- |
| totaal                  | 7         | 41         | 39      | 28       | 23      | 17       | 14       |
| operationeel            | 6         | 22         | 31      | 6        | 1       | 10       | 1        |
| in reparatie            | 1         | 19         | 8       | 22       | 22      | 7        | 13       |

Medio maart 1945 kwam de Abteilung weer in actie, tegen de geallieerde Operatie Undertone ten noorden van Hagenau. Op 15 maart gingen vijf Jagdtigers verloren bij een tegenaanval op Morsbronn-les-Bains door Amerikaanse jachtbommenwerpers. Er volgde een terugtocht richting Germersheim, maar niet voordat de Jagdtigers rond Wissembourg en meer naar het noorden zeker 25 Amerikaanse tanks uitschakelden. Tegen 24 maart 1945 was de Abteilung via de bruggen bij Germersheim en Speyer over de Rijn gezet. Intussen waren de Amerikanen ook de Rijn over en rukten gestaag op. De Abteilung trok terug door Zuid-Duitsland, individueel en in kleine groepen. Tegen 20 april was de commandopost van de Abteilung bij Nördlingen. Daar kregen alle bemanningen zonder tanks de opdracht om naar Linz te gaan om nieuwe Jagdtigers op te pikken. De rest van de Abteilung bleef terugtrekken en kwam uiteindelijk in Salzburg aan en gingen vandaar op transport naar Linz. De Abteilung kwam per 2 mei 1945 onder bevel van Heeresgruppe Ostmark.

## Einde

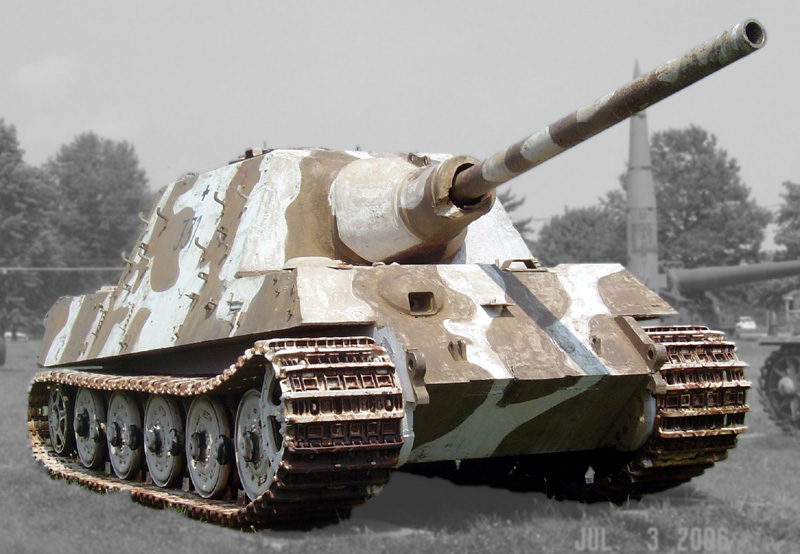
Jagdpanzer VI Jagdtiger

Een kleine groep met vier nieuwe Jagdtigers sloot zich aan bij de 1. SS-Panzer-Division Leibstandarte-SS Adolf Hitler en werd naar Sankt Leonhard am Forst getransporteerd. Vandaar volgde een terugtocht tot Strengberg, waar deze groep zich op 5 mei 1945 overgaf, in dit geval aan Sovjettroepen.
Op 7 mei 1945 kwam het einde voor het grootste deel van de Abteilung rond Bad Ischl/Pötschenpas en volgde overgave aan Amerikaanse troepen.

## Statistieken
Ongeveer 30 % van de Jagdtigers gingen verloren door vijandelijk vuur, waarbij geallieerde jachtbommenwerpers het gevaarlijkst waren. De overige werden ofwel opgeblazen of achtergelaten wegens mechanische problemen. In de ongeveer vier maanden dat de Abteilung in actie kwam, werden ongeveer 200 geallieerde tanks en voertuigen vernietigd.

## Commandanten
| Rang  | Naam                          | Begin            | Eind          |
| ----- | ----------------------------- | ---------------- | ------------- |
| Major | Heinrich (“Heinz”) Steinwachs | 1 april 1943     | augustus 1943 |
| Major | Rudolf Grillenberger          | 15 februari 1944 | 25 maart 1945 |
| Major | Rolf Fromme                   | 16 april 1945    |               |

Major Grillenberger werd van zijn commando ontheven vanwege zijn instelling en de volgende dag gedegradeerd tot Leutnant zbV.
schwere Panzerjäger-Abteilung 88 · schwere Panzerjäger-Abteilung 93 · schwere Panzerjäger-Abteilung 512 · schwere Panzerjäger-Abteilung 519 · schwere Panzerjäger-Abteilung 525 · schwere Panzerjäger-Abteilung 559 · schwere Panzerjäger-Abteilung 560 · schwere Panzerjäger-Abteilung 583 · schwere Panzerjäger-Abteilung 586 · schwere Panzerjäger-Abteilung 653 · schwere Panzerjäger-Abteilung 654 · schwere Panzerjäger-Abteilung 655 · schwere Panzerjäger-Abteilung 673